# Nordrupvester Sogn
Nordrupvester Sogn er et sogn i Slagelse-Skælskør Provsti (Roskilde Stift).
I 1800-tallet var Nordrupvester Sogn anneks til Sønderup Sogn. Begge sogne hørte til Slagelse Herred i Sorø Amt. Sønderup-Nordrupvester sognekommune gik med i Vestermose Kommune, der i 1966 blev dannet nordøst for Slagelse. Men den var for lille og blev ved selve kommunalreformen i 1970 indlemmet i Slagelse Kommune.
I Nordrupvester Sogn ligger Nordrup Kirke.
I sognet findes følgende autoriserede stednavne:
- Bejlevad (bebyggelse)
- Huse Herrestrup (bebyggelse, ejerlav)
- Nordrup (bebyggelse, ejerlav)
- Nordruplund (bebyggelse, ejerlav, landbrugsejendom)
- Nordskov (bebyggelse)
- Skaftelev (bebyggelse, ejerlav)
- Skaftelevgårdshuse (bebyggelse)
- Skætholm (bebyggelse)
- Tangen (bebyggelse)